# Fritillaria helenae
Fritillaria helenae är en ryggsträngsdjursart som beskrevs av Bückmann 1924. Fritillaria helenae ingår i släktet Fritillaria och familjen bägargroddar. Inga underarter finns listade i Catalogue of Life.